# استان قنیطره
استان قنیطره (به عربی: محافظة القنیطرة)، یکی از چهارده استان (یا ولایت) سوریه است. این استان در جنوب سوریه واقع شده و به دلیل موقعیت بلندی‌های جولان قابل توجه است. این استان با کشورهای لبنان، اردن و اسرائیل و استان‌های درعا و ریف دمشق سوریه هم‌مرز است. مساحت آن، طبق منابع مختلف، از ۶۸۵ کیلومتر مربع تا ۱۸۶۱ کیلومتر مربع متغیر است. جمعیت این استان در برآورد سال ۲۰۱۰، ۸۷۰۰۰ نفر بوده است. پایتخت اسمی آن شهر متروکه قنیطره است که قبل از عقب‌نشینی اسرائیل در ژوئن ۱۹۷۴ پس از جنگ یوم کیپور توسط آنها ویران شد. از سال ۱۹۸۶، پایتخت بالفعل آن مدینه السلام بوده است.
در طول جنگ داخلی سوریه، بیشتر بخش‌های این استان که در کنترل اسرائیل نبود، توسط نیروهای مختلف اپوزیسیون و جهادی تصرف شد. در تابستان ۲۰۱۸، مناطق تحت کنترل شورشیان در این استان توسط دولت سوریه بازپس گرفته شد.
پس از حملات ۲۰۲۴ اپوزیسیون سوریه، جبهه جنوبیِ احیا شده، کنترل کامل این استان (به استثنای مناطق تحت کنترل اسرائیل) را اعلام کرد. بعداً، اسرائیل در بحبوحه گزارش‌هایی مبنی بر حملات توپخانه‌ای به روستاهای محلی، نیروهای خود را به منطقه حائل پیشروی کرد.

## بلندی‌های جولان
بلندی‌های جولان یکی از مناطق حساس نظامی در خاورمیانه به‌شمار می‌آید. این منطقه تنها ۷۰ کیلومتر از شهر دمشق و ۷۰ کیلومتر تا شهر ساحلی حیفا (مرکز صنعتی-اقتصادی شمال اسرائیل) فاصله دارد. اسرائیل در جنگ شش روزه در سال ۱۹۶۷ بخش بزرگی از بلندی‌های جولان را که متعلق به سوریه است به اشغال خود درآورد. نیروهای کلاه آبی سازمان ملل از اواخر مه سال ۱۹۷۴ به عنوان نیروی ناظر سازمان ملل متحد (UNDOF) در بلندی‌های جولان حضور دارند و بر حفظ آتش‌بس میان سوریه و اسرائیل نظارت می‌کنند. حدود ۹۰۰ صلح‌بان سازمان ملل در این بلندی‌ها مستقر هستند. البته براساس قرارداد ۱۹۷۴ میان اسرائیل و سوریه دربارهٔ حضور صلح‌بانان سازمان ملل در بلندی‌های جولان، حضور اعضای دائم شورای امنیت در این ماموریت‌ها مجاز نیست.
اسرائیل در سال ۱۹۸۲ این مناطق را به عنوان بخشی از خاک خود اعلام کرد. این اقدام هیچگاه مورد تأیید سازمان ملل متحد قرار نگرفت.

## مردم‌شناسی
منطقه قنیطره در سال ۱۹۶۷ از لحاظ مردم‌شناسی دچار تحولات گسترده‌ای شد.
در سال ۲۰۲۱، جمعیت بخش تحت اشغال اسرائیل ۵۳ هزار نفر بود، که شامل حدود ۲۷ هزار نفر آنها شهرک‌نشین یهودی اسرائیلی، ۲۴ هزار نفر دروز عرب سوری، و ۳ هزار نفر علوی عرب سوری (در روستای غجر) می‌باشد.
جمعیت بخش تحت حاکمیت سوریه در سال ۲۰۲۱، ۱۰۵٬۱۲۴ تخمین زده شده، که شامل اقلیتی دروز عرب سوری در روستاهای شمالی در دامنه جبل‌الشیخ، و همین‌طور مردم چرکس (قومی از شمال قفقاز که در قرن ۱۹ام به دلیل نسل‌کشی روسیه تزاری، پناهنده مملکت عثمانی شدند) در شهر مدینه البعث و روستاهای بئر عجم و بریقه، و همین‌طور مردمان ترکمان سوریه تشکیل شده است.
پیش از سال ۱۹۶۷، جمعیت منطقه بلندی‌های جولان ۱۴۷ هزار نفر بود، که شامل ۱۷ هزار پناهنده فلسطینی که در سال ۱۹۴۸ از مملکت خویش آواره شده بودند نیز بود. در استان قنیطره پیش از سال ۱۹۶۷، دو شهر، ۱۶۳ روستا و ۱۰۸ مزرعه وجود داشت. پس از اشغال منطقه به دست اسرائیل در طول جنگ شش‌روزه ۱۹۶۷، بین ۸۰ تا ۱۳۱ هزار نفر از مردمان بلندی‌های جولان، منجمله ۲۷ هزار ساکن شهر قنیطره یا فرار کرده یا اخراج شدند. در سالهای پس از آن، شهر قنیطره، ۱۳۹ روستا، و ۶۱ مزرعه توسط دولت اسرائیل تخریب شد.
امروزه، جمعیت آوارگان اهل جولان به حدود ۳۰۵ هزار نفر می‌رسد، که اکثریت آنها در اطراف شهر دمشق ساکن هستند.

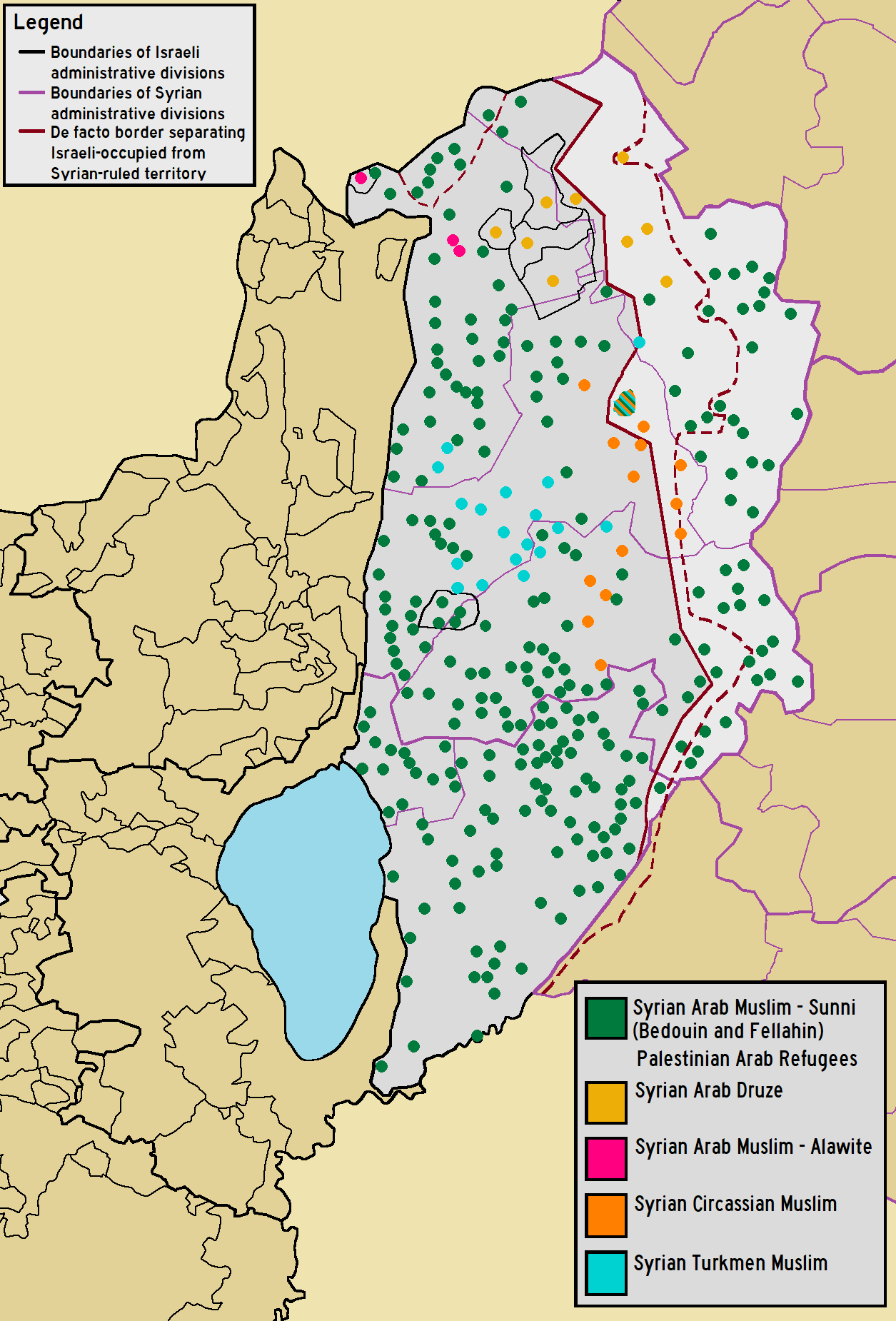
نقشه ترکیب قومی بلندی‌های جولان پیش از سال ۱۹۶۷
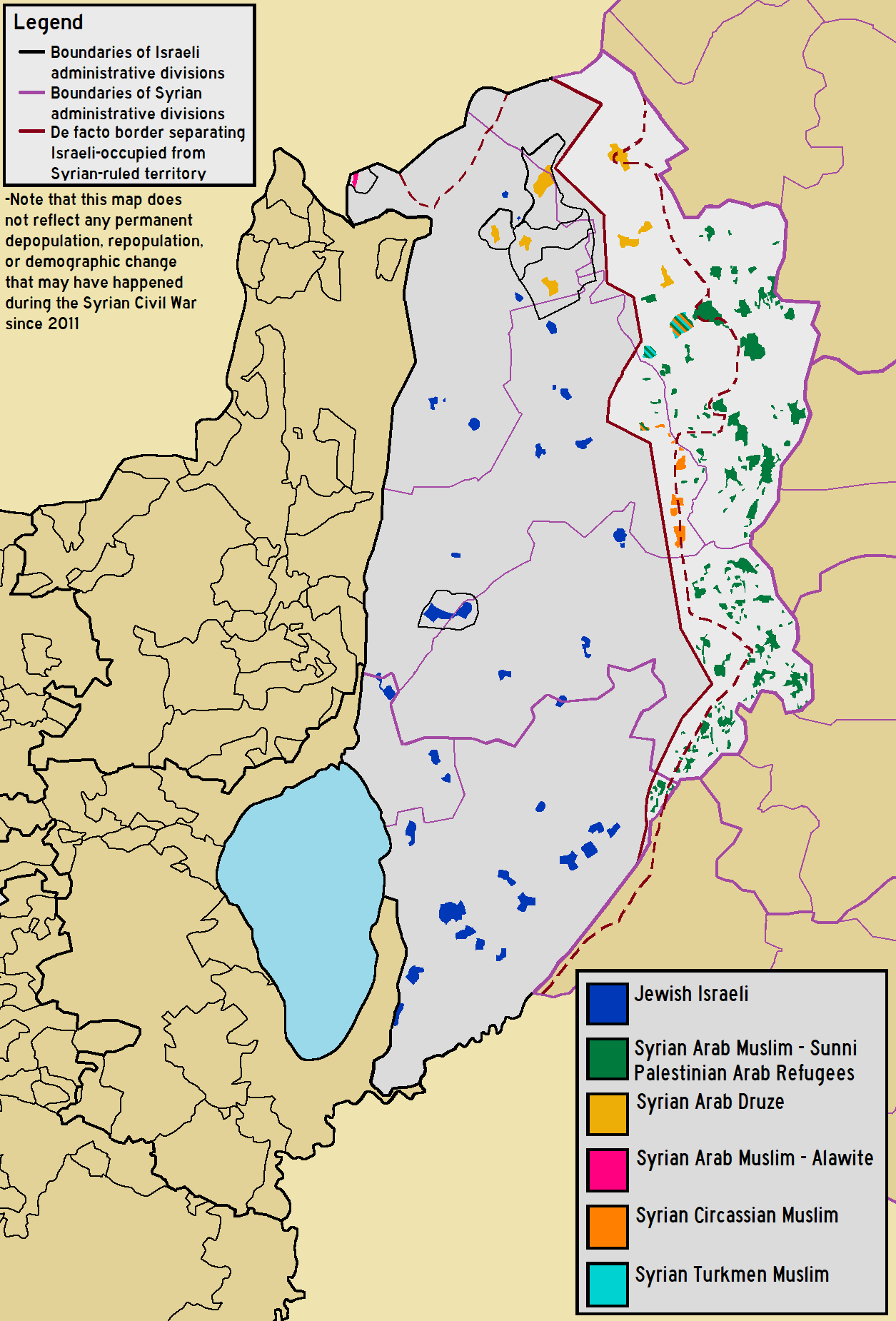
نقشه ترکیب قومی امروز بلندی‌های جولان
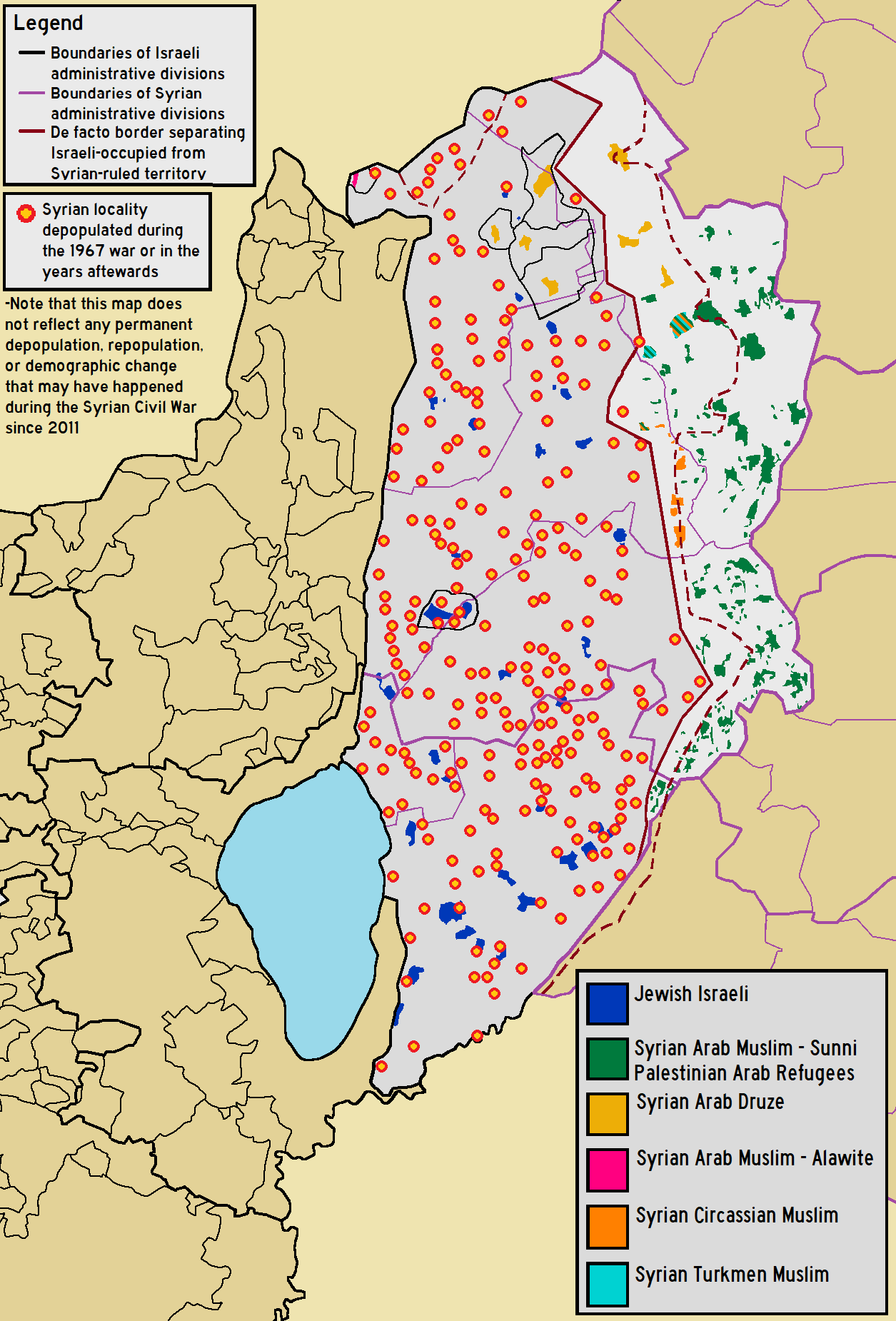
نقشه روستاها و آبادی‌های خالی از سکنه شده بلندی‌های جولان در پی اشغال توسط اسرائیل